# Estibeaux
Estibeaux é uma comuna francesa na região administrativa da Nova Aquitânia, no departamento Landes. Estende-se por uma área de 16,77 km². Em 2010 a comuna tinha 717 habitantes (densidade: 42,8 hab./km²).